# HD 39866
HD 39866，又名BD+28 952，SAO 77744、HR 2066，是一颗恒星，视星等为6.32，位于銀經181.22，銀緯2.06，其B1900.0坐标为赤經5h 50m 12.6s，赤緯+28° 2.06′ 35″。